# Numerikus taxonómia
A numerikus taxonómia, más néven fenetikus osztályozás vagy fenetika a biológiai rendszertan egy ága, ami morfológiai vagy más megfigyelhető jellegbeli hasonlóságok alapján igyekszik osztályozni az élőlényeket; nem veszi figyelembe az élőlények közötti leszármazásbeli vagy evolúciós kapcsolatokat. Mára a rendszertanban szinte teljesen felváltotta a kladisztika.
Az 1960-ban, a számítástechnika kialakulásával megjelent numerikus taxonómia alapfelvetése az volt, hogy az egyes rendszertani csoportok között nagy mennyiségű, objektív adat felhasználásával kellene különbséget tenni. Úttörői, köztük Robert Sokal és Peter H. A. Sneath a következő alapelveket fektették le:
- minden tulajdonság a priori egyformán fontos,
- az osztályozásban minél több tulajdonságot figyelembe kell venni, és
- az osztályozás az egyes taxonok közötti páronkénti hasonlóságokon alapszik.[1]

Mivel a fenotípusosan jól érzékelhető tulajdonságok a legkönnyebben vizsgálhatók, ezért találkozhatunk gyakran a fenetika („phenetics”) elnevezéssel.
A fenetikai módszerek közé a csoportképzés (clustering) és ordináció különböző változatai tartoznak. Ezek kifinomult módszerek arra, hogy az élőlények által mutatott változatosságot kezelhető szintre redukálják. A gyakorlatban ez több tucatnyi változó megméréséből, majd két- vagy háromdimenziós diagramokon való ábrázolásából áll. A fenetika egyik legnagyobb technikai kihívása az egyensúlyozás a grafikonok könnyű értelmezhetősége és az egyszerűsítésükből fakadó információvesztés között.
A numerikus taxonómia legismertebb osztályozó módszere a csoportátlag-eljárás (group average, average linkage vagy UPGMA).
Módszertani problémák miatt a numerikus taxonómia sohasem volt alkalmas pl. egy teljes zárvatermő rendszer létrehozására, eljárásai azonban alkalmasak kisebb taxonok (pl. a pázsitfüvek) hasonlósági viszonyainak feltárására. A fenetika ordinációs és klasszifikációs módszerei inkább alkalmasak alacsony szintű taxomómiai szintek, pl. egy faj különböző populációinak elemzésére. Szintén hasznos lehet a numerikus taxonómia azokban az esetekben, ahol a hagyományos fajfogalom nem alkalmazható, mint egyes mikrofajok, pl. az apomiktikus vadszeder monoklonális evolúciója esetében.
A fenetikai módszerek kidolgozása vetette meg egy másik rendszertani irányzat, a kladisztika számítástechnikai alapjait, és sok más tudományágra is megtermékenyítőleg hatottak. 
Mára a numerikus taxonómiát a rendszertanban mára csaknem teljesen felváltotta a kladisztika; annak egyes módszereit, mint a szomszéd-összevonó módszer (neighbor-joining) azonban a kladisztika is átvette, mivel a leszármazási kapcsolatok megállapításához jól használható közelítést adhat, amikor a fejlettebb, de számításigényesebb módszerek, mint a következtetés Bayes-hálóban (Bayesian inference) nem alkalmazhatók.

## Eltérések a kladisztikához képest
A fenetikai vizsgálatok nem különböztetik meg a pleziomorfiákat (ősi, ezért filogenetikailag érdektelen jellegeket) az apomorfiáktól (újonnan kifejlődött jellegektől). Ezért a numerikus taxonómiai vizsgálatokat félreviheti a konvergens evolúció vagy az adaptív radiáció jelensége. Tipikus hibája a fenetikai vizsgálatoknak, hogy az alapi helyzetű evolúciós lépcsőfokokat – melyek számos pleziomorf jelleget tartalmaznak a fejlettebb leszármazási vonalakhoz képest – monofiletikusnak mutatja.
Tekintsük például a verébalkatúakat. Ezek két csoportra oszthatók: az egyik a Corvida, ami ősi feno- és genotipikus jellegeket mutat, a másik a modernebb jellegeket hordozó Passerida. De csak ez utóbbi tartalmaz szorosan összetartozó taxonokat; az előbbi számos független, ősi leszármazásvonalból áll össze, melyek egymástól körülbelül ugyanakkora evolúciós távolságra vannak, mint a Passerida taxonhoz. Egy tisztán fenetikai analízis a Corvida csoportot nagyfokú általános hasonlóságuk miatt monofiletikusnak mutatná, pedig közös vonásaik jelen vannak a verébalkatúak összes ősében. Így éppen ezen ősi jellegek elveszítése az, ami jelezni fogja, hogy a verébalkatúak melyik csoportjai vannak közelebbi rokonságban.
A kladisztikus és a numerikus taxonómia persze nem egymást kölcsönösen kizáró módszertanok. Manapság úgy tartják, hogy a fenetika az evolúciós kapcsolatokról túl sok hibás információt szolgáltat, ezért kiszorult a rendszertan fősodrából. De nincs akadálya annak, hogy a numerikus taxonómia segítségével elkülönített fajokat utóbb kladisztikai analízisnek vessék alá, hogy az evolúciós törzsfában elfoglalt helyét meghatározzák. A fenetikai módszerek szintén előnyt élvezhetnek akkor, ha kizárólag adott taxonok különbözősége a lényeges, hiszen a módszer számításigénye alacsonyabb. Ha viszont egy taxon evolúciós történetéről van szükség információra, akkor a kutatók manapság a kladisztikus módszereket helyezik előtérbe.

## A fenetika ma
Mivel mindkét módszertan eredeti célja az evolúciós leszármazási kapcsolatok meghatározása, ezért a numerikus taxonómia és a kladisztika hívei közt régóta magas hőfokú tudományos vita folyik. A fenetika csúcsteljesítményének talán a Charles G. Sibley, Jon E. Ahlquist és Burt L. Monroe Jr. által végzett DNS–DNS-hibridizációs kutatások tekinthetők, amik az 1990-es Sibley–Ahlquist-féle madárrendszertant eredményezték. A megjelenésének idején erősen vitatott rendszertan egyes eredményei (pl. a lúd- és tyúkalakúakat egyesítő Galloanserae) beigazolódtak, míg mások (így pl. az igen széleskörűen értelmezett Ciconiiformes vagy a Corvida) végül nem állták ki az idő próbáját. Ahogy azonban a számítógépek egyre gyorsabbá és elterjedtebbé váltak, ahogy kifinomultabb kladisztikus algoritmusok váltak elérhetővé és Willi Hennig kladisztikus elgondolásai is végre tesztelhetők lettek, nyilvánvalóvá vált a kladisztikus analízis felsőbbrendűsége a numerikus taxonómia módszereivel szemben – legalábbis a leszármazási kapcsolatok vizsgálatakor.
Sok taxonómus továbbra is használja a fenetika módszereit, különösen fajszintű kérdések eldöntésében. Bár a rendszertan végső célja „az élet fájának”, azaz a fajokat összekötő fejlődéstani útvonalak megtalálása, a gyakorlatban, terepmunka közben a kutatónak az a fontos, hogy meg tudja különböztetni az egyik taxont a másiktól. A gazdag formavilágú, egymáshoz közel álló, csak apró külső jegyekben eltérő élőlénycsoportok osztályozása igen nehéz lehet tisztán kladisztikai megközelítést használva. A fenetika numerikus eszközei lehetővé teszik a variációk mintázatainak vizsgálatát, így a kutatók azonosítani tudják azokat a diszkrét csoportokat, amik fajként kezelhetők.
A numerikus taxonómia modern alkalmazása gyakori a botanika területén, néhány példa a Systematic Botany legtöbb számában előfordul. Érthető, hiszen a horizontális géntranszfer, a poliploid komplexek és a növényi genomika egyéb sajátosságai miatt a fenetika módszerei – bár kevésbé informatívak – a DNS-szekvenciák kladisztikai vizsgálatánál kevesebb hibát eredményeznek.
A numerikus taxonómia művelőinek számos technikáját vette át a közösségi ökológia, amiben hasonlóan nagy mennyiségű adat feldolgozására van szükség.

## Fordítás
- Ez a szócikk részben vagy egészben a Phenetics című angol Wikipédia-szócikk ezen változatának fordításán alapul.  Az eredeti cikk szerkesztőit annak laptörténete sorolja fel. Ez a jelzés csupán a megfogalmazás eredetét és a szerzői jogokat jelzi, nem szolgál a cikkben szereplő információk forrásmegjelöléseként.

## Külső hivatkozások
- A DNS–DNS-hibridizáció menete